# Amesbury
|  | Per a altres significats, vegeu «Amesbury (Massachusetts)». |

Amesbury és una comunitat no incorporada al comtat d'Athabasca, al nord d'Alberta, Canadà, a una altitud de 1.886 peus.